# Zographus aulicus
Zographus aulicus är en skalbaggsart som beskrevs av Bertoloni 1849. Zographus aulicus ingår i släktet Zographus och familjen långhorningar.
Artens utbredningsområde är:
- Angola.
- Malawi.
- Moçambique.
- Zimbabwe.

Inga underarter finns listade i Catalogue of Life.